# 熊本市立帯山小学校
熊本市立帯山小学校（くまもとしりつ おびやましょうがっこう）は、熊本県熊本市中央区帯山四丁目にある公立小学校。

## 沿革
- 1957年（昭和32年） - 熊本市立託麻原小学校、帯山分校設置
- 1958年（昭和33年） - 熊本市立帯山小学校として開校
- 1964年（昭和39年） - 熊本市立尾ノ上小学校を分離
- 1966年（昭和41年） - 熊本市立西原小学校を分離
- 1979年（昭和54年） - 熊本市立帯山西小学校を分離

- 2012年 (平成24年) - 政令指定都市化に伴い、「熊本市中央区帯山4丁目」となった

## 歴代校長
- 1958年（昭和33年）   - 初代校長 大沢光雄
- 1962年（昭和37年） - 第2代校長 栄木浪雄
- 1968年（昭和43年） - 第3代校長 安部平
- 1973年（昭和48年） - 第4代校長 高塩巌
- 1975年（昭和50年） - 第5代校長 高瀬邦男
- 1978年（昭和53年） - 第6代校長 水本文雄
- 1980年（昭和55年） - 第7代校長 福田金晴
- 1984年（昭和59年） - 第8代校長 蓑毛晃
- 1989年（平成1年）  - 第9代校長 池上満志
- 1992年（平成4年）  - 第10代校長 尾崎輝武
- 1994年（平成6年）  - 第11代校長 渡辺欣也
- 1998年（平成10年） - 第12代校長 万谷雄一
- 2001年（平成13年） - 第13代校長 上田由理子
- 2003年（平成15年） - 第14代校長 水永明
- 2005年（平成17年） - 第15代校長 林俊郎
- 2008年 (平成20年) - 第16代校長 藤本典子
- 2010年 (平成22年) - 第17代校長 氏原公市
- 2013年 (平成25年) - 第18代校長 西山雄一
- 2016年 (平成28年) - 第19代校長 渡邉亨
- 2020年 (令和4年)　-第20代校長 西方浩一

## 委員会
- 計画集会委員会
- スポーツ委員会
- 音楽委員会
- 飼育委員会(2023年に廃止)
- 給食委員会
- グリーンアップ委員会
- 生活委員会
- 掲示委員会
- 保健委員会
- 放送委員会
- 理科委員会
- エコロジー委員会
- 家庭科委員会
- 図書委員会
- 整備委員会
- ICT委員会(2023年度〜)

## クラブ活動
運動部
- サッカー部
- 野球部
- バドミントン部
- 総合運動部（水泳、バスケットボール）
- 剣道部

文化部
- 合唱部
  - 第52回全国学校音楽コンクール全国コンクール銅賞
  - 第59回全国学校音楽コンクール全国コンクール銀賞
  - 平成21年度熊本県合唱コンクール金賞
  - 平成30年度全国学校音楽コンクール熊本県コンクール金賞
- 器楽合奏部（廃部）
  - 昭和48年度全国リード音楽器楽コンクール大会最優秀賞･毎日新聞社賞

## 著名な出身者
- 井手らっきょ（たけし軍団）
- 武田真一（フリーアナウンサー、元NHKアナウンサー）
- 富田宇宙（パラ競泳選手、ブラインドダンサー）

## 学校周辺
- 国道57号